# Sławomir Gula
Sławomir Gula (ur. 11 marca 1972 w Łodzi) – polski piłkarz grający na pozycji pomocnika.
Swoją karierę rozpoczynał w 1992 roku w Widzewie Łódź, skąd w sezonie 1995/96 przeszedł do GKS-u Bełchatów, wiosną wrócił do Widzewa, gdzie zdobył mistrzostwo Polski, w 1996 roku występował w klubach polonijnych Wiśle Chicago. Występował też w Ruchu Chorzów, Orlenie Płock, New Jersey Falcons, LKS-ie Różycy i zakończył karierę w Starcie Brzeziny w 2006 roku. W 2011 roku objął posadę trenera w Pogoni Rogów grającej w łódzkiej klasie okręgowej.